# 6600 Qwerty
6600 Qwerty este un asteroid din centura principală, descoperit pe 17 august 1988, de Antonín Mrkos.